# Теута (футбольный клуб)
«Теу́та» (алб. KS Teuta) — албанский футбольный клуб из города Дуррес. На данный момент команда выступает в албанской Суперлиге.

## История
Команда была основана в 1920 году под именем ФК «Урани», но уже два года спустя она приняла нынешнее название — «Теута». Уже в 1930 году «Теута» начала играть в албанской футбольной Супер-Лиге. После этого клуб несколько раз менял своё название — «Юлли и Кукь», «Локомотив», ФК «Дуррес». В 1991 году команде вернули название «Теута», которое клуб носит и по сей день. Первый подъём клуба пришёлся на середину 1990-х годов, когда «Теута» в 1994 году стала чемпионом Албании, а в 1995 году — обладателем Кубка Албании.

## Достижения
- Чемпион Албании (2): 1993/94, 2020/21
- Обладатель Кубка Албании (3): 1994/95, 1999/00, 2004/05

## Международная арена
| Сезон   | Турнир                        | Стадия      |
| ------- | ----------------------------- | ----------- |
| 1994/95 | Кубок УЕФА                    | Кв. раунд   |
| 1995/96 | Кубок обладателей Кубков УЕФА | 1 раунд     |
| 1996/97 | Кубок УЕФА                    | 1 кв. раунд |
| 1999/00 | Кубок Интертото               | 1 раунд     |
| 2000/01 | Кубок УЕФА                    | 1 кв. раунд |
| 2002/03 | Кубок Интертото               | 2 раунд     |
| 2004/05 | Кубок Интертото               | 1 раунд     |
| 2005/06 | Кубок УЕФА                    | 1 кв. раунд |
| 2007/08 | Кубок УЕФА                    | 1 кв. раунд |
| 2019/20 | Лига Европы                   | 1 кв. раунд |
| 2020/21 | Лига Европы                   | 2 кв. раунд |